# Contea di Franklin (Texas)
La contea di Franklin, in inglese Franklin County, è una contea dello Stato del Texas, negli Stati Uniti. La popolazione al censimento del 2000 era di 9 458 abitanti. Il capoluogo di contea è Mount Vernon. Il nome le è stato dato in onore a Benjamin Franklin, famoso giornalista, diplomatico e inventore statunitense.

## Geografia fisica
La contea si trova nella parte orientale del Texas. Lo United States Census Bureau certifica che l'estensione della contea è di 763 km², di cui 740 km² composti da terra e i rimanenti 24 km² composti di acqua.

### Contee confinanti
- Contea di Red River - nord
- Contea di Titus - est
- Contea di Camp - sud-est
- Contea di Wood (Texas) - sud
- Contea di Hopkins (Texas) - ovest
- Contea di Delta (Texas) - nord-ovest

### Principali strade ed autostrade
- Interstate 30
- U.S. Highway 67
- State Highway 37 (Texas)

## Storia
La Contea di Franklin venne costituita nel marzo 1875.

## Città e paesi
- Mount Vernon
- Winnsboro[2]